# Kurudihalli Chathurbaga, Kunigal
Kurudihalli Chathurbaga là một làng thuộc tehsil Kunigal, huyện Tumkur, bang Karnataka, Ấn Độ.